# Osvaldo Hurtado

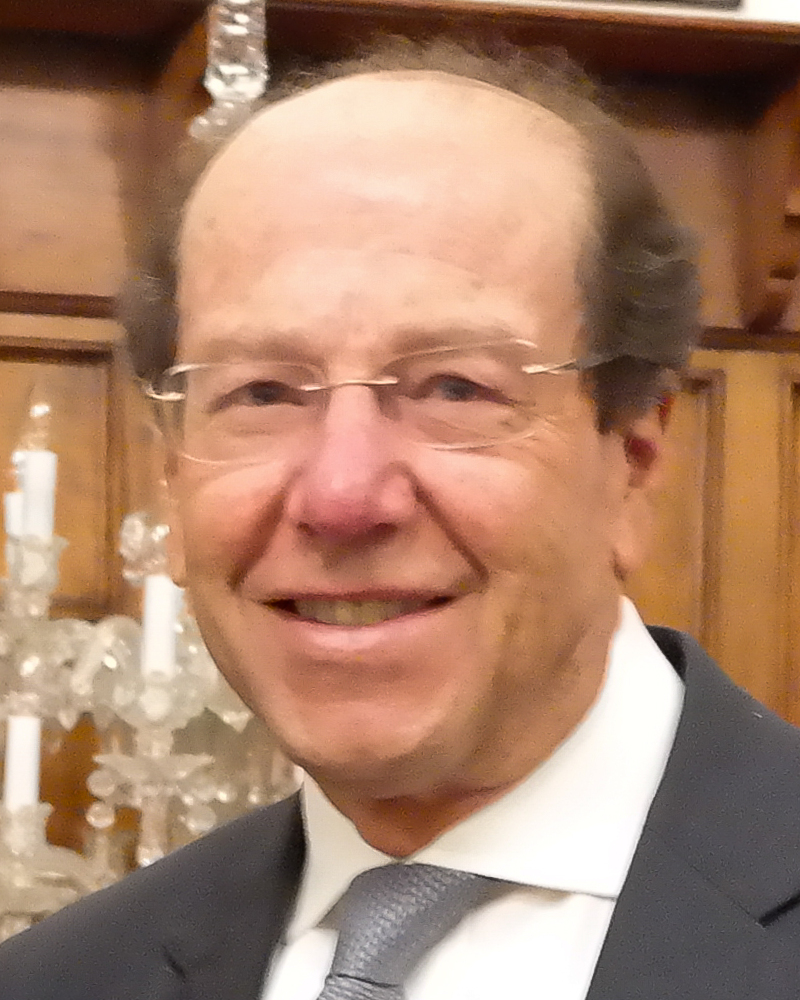
Osvaldo Hurtado, 2018

Osvaldo Hurtado Larrea (* 26. Juni 1939 in Chambo, Provinz Chimborazo) ist ein ecuadorianischer Politiker und Sozialwissenschaftler. Er ist der Gründer der Partei Democracia Popular und war für sie von 1979 bis 1981 Vizepräsident Ecuadors, nach dem Tod des Präsidenten Jaime Roldós übernahm er von 1981 bis 1984 die Präsidentschaft. Ebenfalls war er Präsident der Verfassunggebenden Versammlung Ecuadors 1997/98.

## Leben
Hurtado wuchs in Riobamba auf, wo er 1957 auf einer von Jesuiten geführten Schule das Abitur machte. Anschließend studierte er zunächst Jura an der Katholischen Universität Ecuadors, wo er schließlich 1963 die Licenciatura in Sozialwissenschaften und 1966 den Doktorgrad in Rechtswissenschaft erlangte. Er hat Politische Soziologie an derselben Universität (1971–78) und an der University of New Mexico (im damaligen Campus Quito, 1973–78) unterrichtet. Ebenfalls hat er eine Reihe von universitären Kursen in Amerika und Europa gegeben und unterrichtete noch während seines Studiums an ecuadorianischen Schulen.
1964 war er Gründungsmitglied der neuen christdemokratischen Partei Partido Demócrata Cristiano (PDC), deren Vorsitzender er 1966 wurde. 1969 war er kurzzeitig Vizeminister im Arbeitsministerium während der fünften Präsidentschaft von José María Velasco Ibarra. 1972 erklärte er die Unterstützung des PDC für die Militärjunta um General Guillermo Rodríguez Lara, die Velasco Ibarra gestürzt hatte. Er wurde Assessor des Generalsrates, schied jedoch bereits nach einem Monat aus seinem Dienst aus.
Hurtado war seit 1977 als Vorsitzender des Legislativausschusses, der den Rahmen für die demokratischen Wahlen 1978 schuf, und als Mitglied des Obersten Wahlgerichts führend an der Vorbereitung der Redemokratisierung nach der Militärdiktatur beteiligt. Parteipolitisch schloss sich der PDC 1977 mit der von Julio César Trujillo geführten Partei Partido Conservador Progresista (einer Abspaltung des Partido Conservador Ecuatoriano) zur neuen Partei Democracia Popular zusammengeschlossen, die allerdings erst 1979 offiziell registriert wurde. Im Januar 1978 wurden Trujillo und er kurzfristig verhaftet und verbrachten einige Tage im Gefängnis. Die Democracia Popular trat in Koalition mit der Concentración de Fuerzas Populares, deren Kandidaten Jaime Roldós Hurtado im Legislativausschuss kennengelernt hatte, zu den Präsidentschaftswahlen 1978 an, bei denen Roldós und Hurtado in das Amt des Staatspräsidenten bzw. Vizepräsidenten gewählt wurden. Nach Roldós' Tod wurde er am 24. Mai 1981 zu dessen Nachfolger. Seine Präsidentschaft war von tiefer Krise in Wirtschaft und Staatsfinanzen und den Folgen des El-Niño-Phänomens 1982 geprägt. Hurtado leitete Reformen ein, die jedoch nicht sofort Wirkung zeigten und angesichts polarisierender Äußerungen des Oppositionsführers León Febres-Cordero, der 1984 als Hurtados Nachfolger vereidigt wurde, nicht direkt fortgesetzt wurden, sondern durch einen marktliberaleren wirtschaftspolitischen Kurs ersetzt wurden.
Hurtado zog sich daraufhin aus dem direkten politischen Leben zurück und widmete sich stärker der Politikberatung, unter anderem im von ihm gegründeten und von der Konrad-Adenauer-Stiftung geförderten Institut Corporación de Estudios para el Desarrollo (CORDES), und der Arbeit in internationalen Verbänden christdemokratischer Parteien zu. 1997 war er Spitzenkandidat der Liste der Democracia Popular für die vom seiner Partei angehörenden Jamil Mahuad einberufenen Verfassunggebende Versammlung, zu deren Vorsitzenden er gewählt wurde. Nach dem Sturz Mahuads 2001 trat er bei den Präsidentschaftswahlen 2002 für seine neugegründete politische Bewegung Patria Solidaria an, erhielt aber nur 1 % der Stimmen. Die Partei löste sich bald darauf wieder auf. Die Democracia Popular hatte seinen ehemaligen Vizepräsidenten León Roldós unterstützt, der als Unabhängiger 15,4 % der Stimmen erhielt.
Hurtado ist seit 1968 verheiratet und hat fünf Kinder. Er ist Autor zahlreicher Bücher, unter denen El poder político en el Ecuador (1977) das bekannteste ist und als Standardwerk zur Politikwissenschaft in Ecuador gilt.

## Werke
- Dictatorships in Twenty-First-Century Latin America: Venezuela, Bolivia, Nicaragua, Ecuador, and El Salvador. Rowman & Littlefield, Lanham 2022, ISBN 978-1-5381-7107-3.